# Kartenschlitten

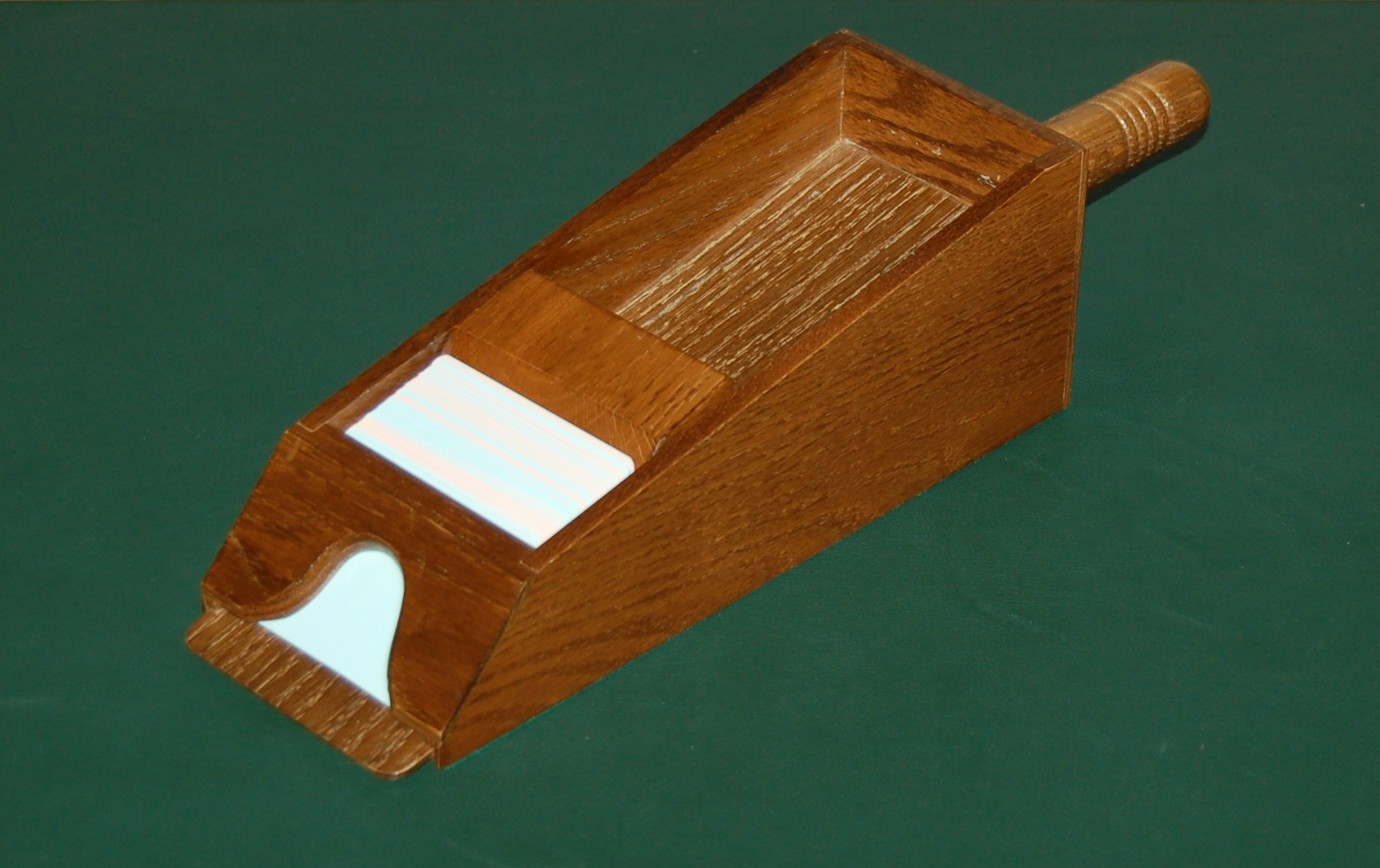
Ein typischer Kartenschlitten aus Holz

Ein Kartenschlitten ist in einem Kartenspiel eine Halterung für die Spielkarten oder ein Erfassungsgerät am Verkaufsort, das die Daten einer Zahlungskarte auf einen Leistungsbeleg überträgt. 

## Kartenspiel
Er wird oft in Spielbanken benutzt. Ausführungen mit integrierten Kartenmischer sind auch beim Hausgebrauch beliebt. Es gibt sie in Plastik, Hochwertige Kartenschlitten werden aus Holz hergestellt. Er wird vorwiegend verwendet bei Kartenspielen wie Black Jack, Faro oder Baccara.

## Zahlungskarten
Bei Kartenzahlungen ist der Kartenschlitten ein bei Vertragsunternehmen (Dienstleister, Händler, Verkäufer, Warenhaus) am Verkaufsort eingesetztes Erfassungsgerät, das die Daten einer Zahlungskarte durch Abdruck auf einen Leistungsbeleg überträgt. Es wird zunehmend durch terminalbasierte Endgeräte ersetzt.